# Xarxa personal d'aprenentatge
Una xarxa personal d'aprenentatge (PLN, per les seves sigles en anglès: Personal Learning Network) és el conjunt d'eines, processos mentals i activitats que permeten compartir, reflexionar, discutir i reconstruir coneixements amb altres persones, així com les actituds que propicien i nodreixen aquest intercanvi. La xarxa personal d'aprenentatge integra tot el conjunt d'eines i connexions que l'aprenent estableix amb altres persones de i amb les quals aprèn, i és un component essencial de l'entorn personal d'aprenentatge (PLE).
Compartir en una xarxa personal d'aprenentatge requereix tres elements bàsics:
- Eines de software social: xarxes socials com ara Twitter, Facebook, Linkedin...
- Mecanismes: assertivitat, capacitat de consens, diàleg, decisió....
- Activitats: oportunitats d'intercanvi, com ara trobades, reunions, fòrums, congressos...